# Gorze
Gorze település Franciaországban, Moselle megyében. Lakosainak száma 1133 fő (2022. január 1.). Gorze Arnaville, Bayonville-sur-Mad, Chambley-Bussières, Onville, Vandelainville, Ancy-Dornot, Ars-sur-Moselle, Novéant-sur-Moselle és Rezonville-Vionville községekkel határos.

## Népesség
A település népességének változása:
| Lakosok száma | 1122 | 1254 | 1389 | 1278 | 1198 | 1185 | 1167 | 1157 | 1155 | 1133 |
|               | 1968 | 1982 | 1990 | 2006 | 2013 | 2015 | 2017 | 2019 | 2020 | 2022 |